# Il Signore degli Anelli (serie di film)

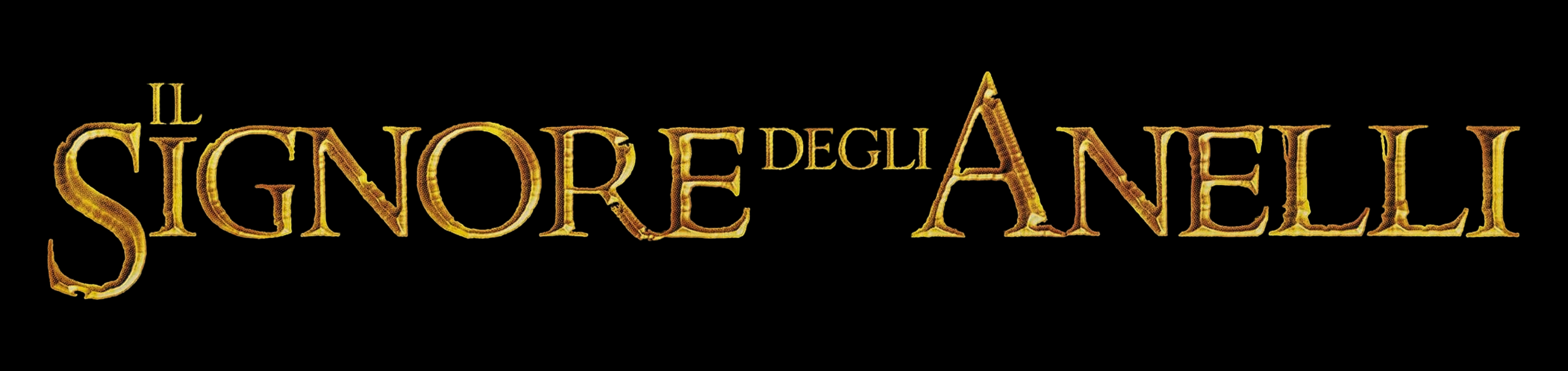
Logo italiano della trilogia

L'Unico Anello indossato da Sauron, l'antagonista principale della trilogia

Il Signore degli Anelli (The Lord of the Rings) è una trilogia colossal fantasy co-sceneggiata, diretta e co-prodotta dal regista neozelandese Peter Jackson.
La serie è l'adattamento cinematografico dell'omonimo romanzo scritto da J. R. R. Tolkien, ed è formata da Il Signore degli Anelli - La Compagnia dell'Anello (2001), Il Signore degli Anelli - Le due torri (2002) e Il Signore degli Anelli - Il ritorno del re (2003). Considerato uno dei progetti più grandi e ambiziosi mai intrapresi nella storia del cinema, ha richiesto un budget complessivo di 281 milioni di dollari e otto anni di lavoro per essere realizzato; le riprese dei tre film sono state girate simultaneamente e interamente in Nuova Zelanda, paese natale di Peter Jackson. Ogni pellicola della serie ha avuto anche edizioni speciali estese pubblicate in DVD e VHS un anno dopo l'uscita nelle sale.
Ambientati nel mondo immaginario della Terra di Mezzo, i tre film seguono l'avventura degli hobbit Frodo Baggins (Elijah Wood) e Samvise Gamgee (Sean Astin) impegnati in una difficile missione per distruggere l'Unico Anello e quindi garantire l'annientamento del suo creatore, l'Oscuro Signore Sauron (Sala Baker). I due piccoli hobbit saranno accompagnati a Mordor, fino al Monte Fato, dove dovrà essere distrutto l'Anello, dalla creatura Gollum (Andy Serkis), un tempo portatrice dell'Unico Anello. Nel frattempo Aragorn (Viggo Mortensen), l'erede in esilio al trono di Gondor, lo stregone Gandalf (Ian McKellen), l'elfo Legolas (Orlando Bloom) e il nano Gimli (John Rhys-Davies) dovranno unire e mobilitare i popoli liberi della Terra di mezzo nella guerra contro gli eserciti di Sauron. Altri personaggi principali sono Arwen (Liv Tyler), Peregrino Tuc (Billy Boyd), Meriadoc Brandibuck (Dominic Monaghan), Galadriel (Cate Blanchett), Saruman (Christopher Lee), Elrond (Hugo Weaving), Boromir (Sean Bean) e Bilbo Baggins (Ian Holm).
La serie è stata uno dei più grandi successi cinematografici di sempre, ha ricevuto numerosi riconoscimenti ed è stata acclamata dalla critica. Il ritorno del re, insieme a Ben-Hur e Titanic, è il film che ha vinto il maggior numero di premi Oscar (undici) e complessivamente la trilogia è la più vittoriosa della storia: diciassette statuette vinte su trenta candidature. La serie è celebre fra l'altro per l'estremo realismo degli effetti speciali, realizzati dalla società neozelandese Weta Workshop, fondata dallo stesso Peter Jackson e da Richard Taylor.

## Film
| Film                                               | Data di uscita USA | Regia         | Sceneggiatura                                                | Produttori                                                |
| -------------------------------------------------- | ------------------ | ------------- | ------------------------------------------------------------ | --------------------------------------------------------- |
| Il Signore degli Anelli - La Compagnia dell'Anello | 19 dicembre 2001   | Peter Jackson | Fran Walsh, Philippa Boyens, Peter Jackson                   | Barrie M. Osborne, Peter Jackson, Fran Walsh, Tim Sanders |
| Il Signore degli Anelli - Le due torri             | 18 dicembre 2002   | Peter Jackson | Fran Walsh, Philippa Boyens, Stephen Sinclair, Peter Jackson | Barrie M. Osborne, Fran Walsh, Peter Jackson              |
| Il Signore degli Anelli - Il ritorno del re        | 17 dicembre 2003   | Peter Jackson | Fran Walsh, Philippa Boyens, Peter Jackson                   | Barrie M. Osborne, Fran Walsh, Peter Jackson              |

### Il Signore degli Anelli - La Compagnia dell'Anello(2001)
Bilbo Baggins ha deciso di celebrare il suo centoundicesimo compleanno in maniera molto particolare; alla fine della festa, abbandona parenti, amici, conoscenti e il suo affezionato nipote Frodo, a cui lascia ogni cosa. Lo stregone Gandalf insiste perché lo hobbit lasci a Frodo anche il suo anello magico, su cui intende tenere un occhio vigile e fare alcune ricerche, perché potrebbe celare un mistero più inquietante di quanto non sembri. Infatti quello di Bilbo si rivela essere l'Unico Anello, l'arma del potere del Signore Oscuro Sauron, che sta tornando a tessere le sue trame di conquista e distruzione. Per impedirgli di vedere realizzato il suo sanguinoso disegno, l'anello dovrà essere distrutto, cosa possibile soltanto nella fornace del Monte Fato, dove Sauron, millenni prima, lo ha forgiato.

### Il Signore degli Anelli - Le due torri(2002)
La Compagnia dell'Anello è divisa, e ogni speranza è riposta ora in Frodo e Sam, che stanno tentando di arrivare non visti a Mordor, tallonati da Gollum; Aragorn, Gimli e Legolas sono invece sulle tracce di Merry e Pipino, rapiti dagli Uruk-Hai di Saruman e in grave pericolo di vita. Attraverso alterne vicende, raggiungeranno la terra di Rohan e aiuteranno il Re Théoden nella sua guerra contro il traditore Saruman.

### Il Signore degli Anelli - Il ritorno del re(2003)
Le forze di Sauron hanno attaccato la capitale di Gondor, Minas Tirith, nel suo assedio finale contro l'umanità. Tenuto da un debole sovrintendente, quello che una volta era un fastoso regno non ha mai avuto così bisogno del proprio re. Mentre Gandalf tenta disperatamente di spingere lo smembrato esercito di Gondor ad agire, i guerrieri di Rohan si uniscono nella battaglia a quelli di Gondor. Pieno di coraggio e di appassionata lealtà, l'esercito degli umani non riesce però a tener testa alle numerosissime legioni nemiche che giungono su tutto il regno. Ogni vittoria è accompagnata da un grande sacrificio. Malgrado le numerose perdite, la Compagnia si avvia verso la più grande battaglia mai affrontata, unita dall'unico scopo di riuscire a tenere Sauron distratto e dare a Frodo e Sam un'occasione per portare a termine la loro spedizione.

## Produzione

### Sviluppo

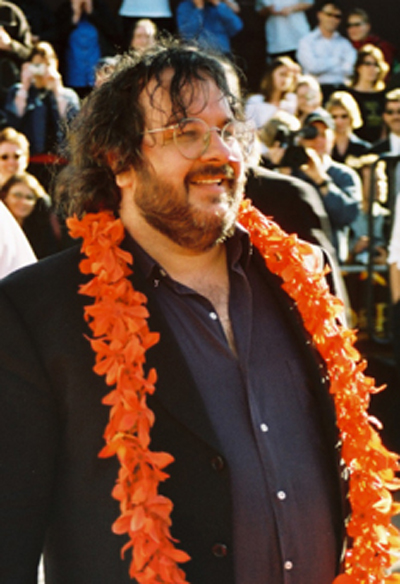
Il regista Peter Jackson, creatore della trilogia

Gli adattamenti cinematografici precedentemente proposti erano principalmente rivolti a un pubblico di ragazzi e bambini, e scontentavano la maggior parte dei fan adulti, che rimproverava a tali trasposizioni di aver ignorato gli aspetti più profondi e filosofici della storia di Tolkien. I relativi fallimenti dei precedenti lavori avevano scoraggiato registi e case di produzione, che non hanno più riproposto l'idea, giudicata impossibile da portare sullo schermo a causa dell'enorme quantità di finanziamenti e di effetti speciali necessari. Il progetto è stato ripreso in considerazione solo con lo sviluppo di nuove tecniche cinematografiche, in particolare l'evoluzione della grafica computerizzata. Attorno al 1995, la Miramax Films ha sviluppato un enorme progetto di adattamento dal vivo de Il Signore degli Anelli, con il regista neozelandese Peter Jackson dietro la macchina da presa, che avrebbe dovuto svilupparsi in due film. Quando la produzione è diventata troppo costosa per le intenzioni della casa di produzione, la New Line Cinema ha rilevato la responsabilità della produzione, credendo fino in fondo nel progetto e ampliando il numero di film da due a tre, per rispettare meglio i tempi del libro; i dirigenti e fondatori della Miramax, Bob Weinstein e Harvey Weinstein, tuttavia, sono rimasti inseriti nel progetto, nel ruolo di produttori esecutivi.
Già in tenera età, Jackson aveva avuto modo di apprezzare il romanzo Il Signore degli Anelli dopo aver guardato la versione cinematografica animata del 1978 di Ralph Bakshi. Il film ha entusiasmato il regista al punto da spingerlo a leggere parti del romanzo durante un viaggio di dodici ore da Wellington a Auckland quando aveva diciotto anni.
(Peter Jackson)

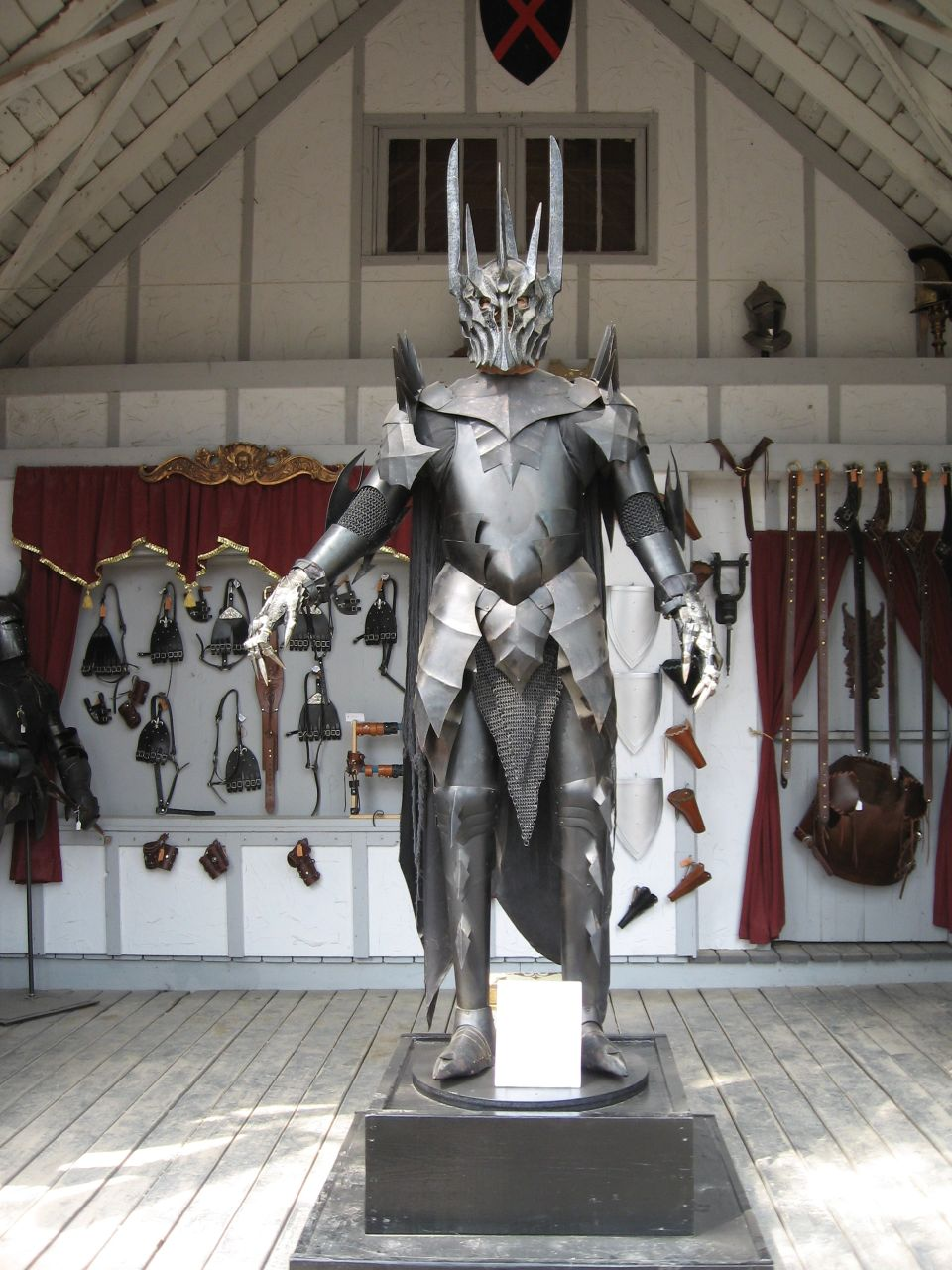
Statua di Sauron, come raffigurato nella trilogia

Come per il Fosso di Helm nel secondo film, la città di Minas Tirith nel terzo film è una fedele ricostruzione alta circa 90 centimetri. Anche qui per le vicende che si svolgono dentro di essa, le scene sono state girate su dei set esterni e in seguito i personaggi e i combattimenti (questi ultimi girati in set attrezzati con la tecnologia green screen) sono stati inseriti nell'omonima ricostruzione con la tecnica digitale. Alcuni fan hanno criticato questi film poiché contengono delle alterazioni della storia originale e hanno, a detta di questi, un tono un po' diverso dalla narrazione del romanzo e dalla visione originale di Tolkien; è comunque riconosciuto dai più alla produzione di aver raggiunto grandissimi risultati. A titolo di esempio, vi è una frase di Roger Ebert: «Jackson ha preso un'incantevole e unica opera letteraria e l'ha raccontata di nuovo nei termini del cinema moderno. [...] Fare quello che ha fatto in questi film deve essere stato molto difficile e merita un applauso, ma rimanere fedeli a Tolkien sarebbe stato ancora più difficile e coraggioso.»

### Sceneggiatura

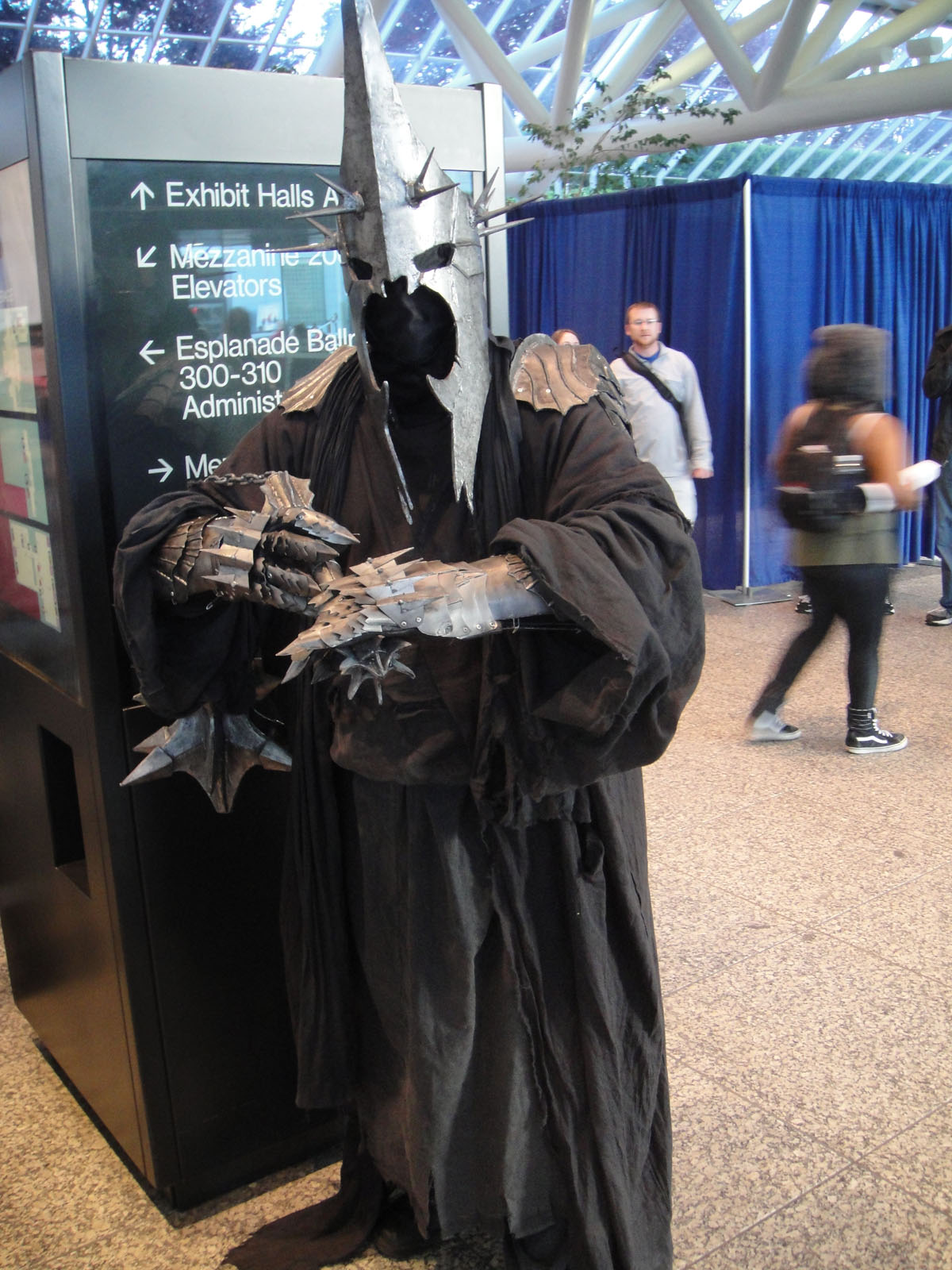
Statua del Re stregone di Angmar

Peter Jackson e sua moglie Fran Walsh hanno iniziato a scrivere la prima sceneggiatura di La Compagnia dell'Anello subito dopo l'abbandono del progetto del remake di King Kong. Per semplificare il lavoro, Jackson e sua moglie hanno chiesto alla Botes Costa di scrivere una sinossi del libro che avrebbero poi letto. La prima sceneggiatura dell'opera, corrispondente a La Compagnia dell'Anello, presentava molte differenze con la sceneggiatura finale e aveva più punti in comune con il libro di Tolkien. Tra le numerose differenze ci sono la visita a Edoras di Gwaihir e Gandalf dopo la fuga da Isengard, Gollum attacca Frodo quando la compagnia è ancora unita, Maggot, Glorfindel, Radagast, Elladan ed Elrohir sono presenti nella sceneggiatura, Bilbo assiste al Consiglio di Elrond e Sam si guarda nello specchio di Galadriel.
Durante la metà del 1997 Jackson e Walsh hanno iniziato a rimaneggiare la sceneggiatura insieme a Stephen Sinclair e alla sua partner, Philippa Boyens, la quale ha dichiarato di essere una grande fan del libro. Dopo 13-14 mesi, il gruppo ha concluso due sceneggiature, rispettivamente di 144 e 147 pagine. Sinclair ha lasciato il progetto a causa di alcuni obblighi teatrali. I cambiamenti rispetto alla prima sceneggiatura sono molti: Sam non sa nulla dell'Anello inizialmente, contrariamente a Pipino e Merry che in seguito lo scopriranno e si offriranno volontariamente di seguire l'amico nel suo viaggio. La fuga di Gandalf da Isengard è vista attraverso vari flashback, mentre le scene riguardo Lothlórien sono completamente assenti. Denethor assiste al Consiglio di Elrond insieme a Boromir, suo figlio. Un'altra scena, completamente inventata e assente nel libro, vedeva Arwen, durante la fuga con Frodo, uccidere il Re Stregone di Angmar.
La terza versione della sceneggiatura è risultata quella finale, tuttavia presentava, come ogni adattamento, alcune licenze. Ad esempio, i cambiamenti della personalità di alcuni protagonisti, oppure la mancanza di alcuni personaggi importanti, tra cui Tom Bombadil. Il finale del film, invece, è tratto dal primo capitolo di Le due torri, ovvero capitolo in cui Aragorn, Legolas e Gimli trovano Boromir in fin di vita (che gli racconta della cattura di Pipino e Merry) e decidono in seguito di andare alla ricerca degli hobbit rapiti dagli Uruk-hai.

### Riprese

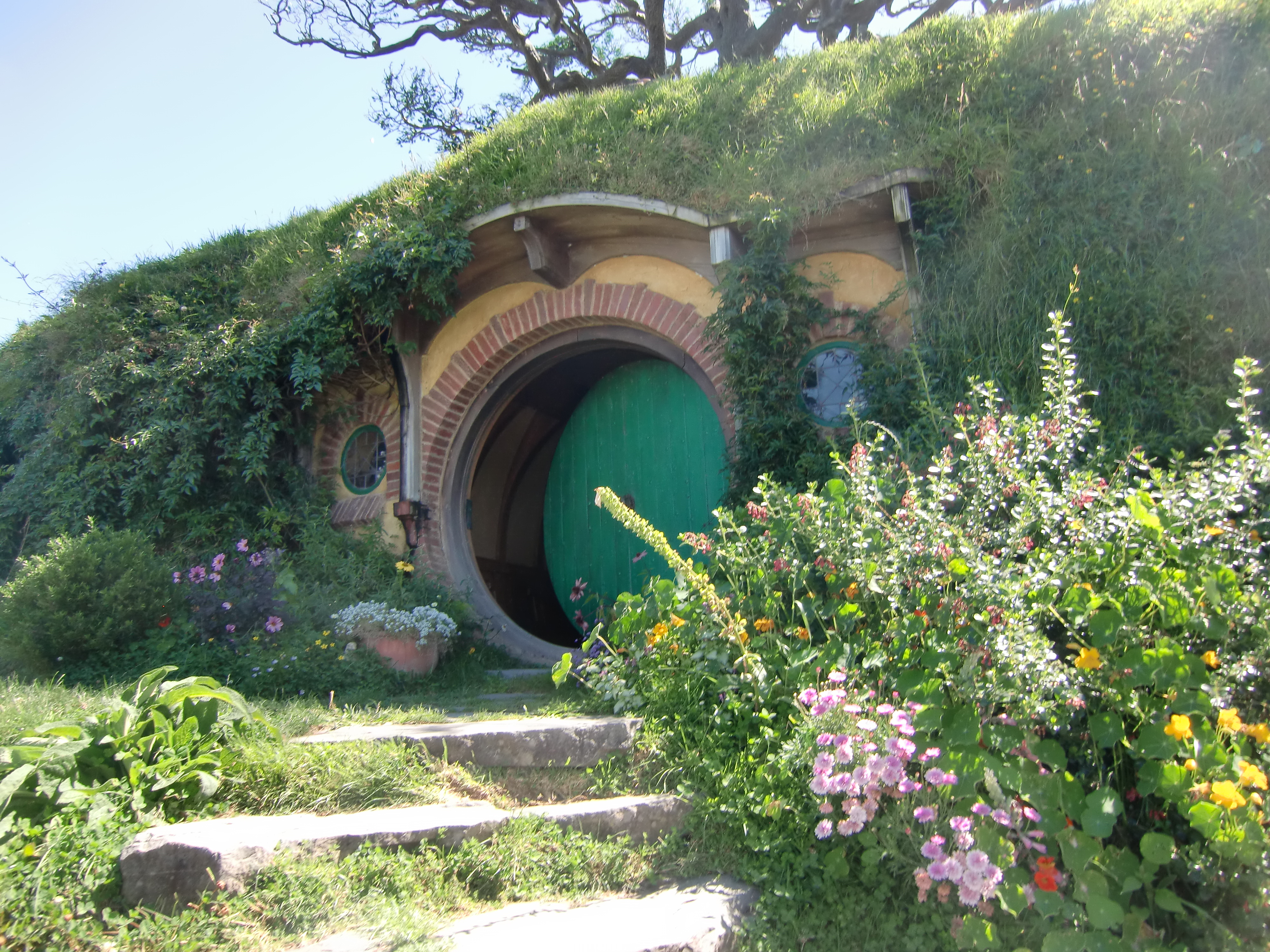
Riproduzione di Casa Baggins

Le riprese per i tre film sono state condotte contemporaneamente in molte location all'interno di aree prestabilite della Nuova Zelanda e dei parchi nazionali tra l'11 ottobre 1999 e il 22 dicembre 2000, per un periodo totale di 438 giorni. Le riprese aggiuntive sono state effettuate ogni anno dal 2001 al 2003. La trilogia cinematografica è stata girata in oltre 150 luoghi diversi, con sette diverse unità di ripresa, così come diverse altre aree di ripresa vicino a Wellington e Queenstown. Insieme a Peter Jackson, a dirigere l'intera produzione ci sono stati altri registi di unità, inclusi John Mahaffie, Geoff Murphy, Fran Walsh, Barrie Osbourne, Rick Porras e qualsiasi altro aiuto regista, produttore, o scrittore disponibile. Jackson ha monitorato queste unità dal vivo via satellite, con la pressione aggiunta di costanti riscritture. Il regista ha in seguito affermato, durante questo periodo, di aver dormito solo circa quattro ore a notte. A causa della lontananza di alcuni dei luoghi in cui si dovevano svolgere le riprese, lo staff ha dovuto portare kit di sopravvivenza, in quanto gli elicotteri non hanno potuto raggiungere la troupe in tempo. Tra i set più particolari vi è lo scenario creato nella località di Matamata, nell'Isola del Nord, nella quale è stata ricreata l'ambientazione di Hobbiville; oggi la cittadina espone il cartello Benvenuti a Hobbiville, all'ingresso, attirando così un discreto turismo di settore.
Buona parte delle riprese de Le due torri si sono svolte in concomitanza con quelle delle altre due pellicole. Le riprese del secondo film sono finite un mese dopo, nel gennaio 2001. Gran parte delle riprese de Il ritorno del re sono state anch'esse girate in contemporanea con le altre due pellicole. La post-produzione del terzo film è durata più di due anni ed è terminata solo nel mese di novembre 2003, un mese prima del debutto nelle sale, com'era successo per la seconda pellicola. Il Dipartimento di Conservazione della Nuova Zelanda è stato criticato per l'approvazione delle riprese all'interno di parchi nazionali, senza un'adeguata considerazione degli effetti negativi sull'ambiente. In seguito alle scene di battaglia riprese nel Parco nazionale del Tongariro, sono stati necessari lavori di restauro nel parco. Il budget della trilogia è stato di 281 milioni di dollari.
L'ultimo giorno di riprese del terzo film, a casa di Peter Jackson è stata filmata un'espressione facciale di Andy Serkis (l'attore che interpreta Gollum). Il video è stato inviato alla Weta, dove i tecnici hanno deciso di incorporare l'espressione nel personaggio, precisamente nella scena in cui Gollum capisce che Frodo è intenzionato a distruggere l'anello. Peter Jackson è presente, in ogni episodio della trilogia, come cameo. Nel primo film appare quando gli hobbit entrano a Brea, nel secondo è un soldato di Rohan durante la battaglia al Fosso di Helm, mentre nel terzo episodio ricopre la parte di un pirata ucciso dalla freccia di Legolas; quest'ultima scena è, tuttavia, presente solo nell'edizione estesa del film.

### Design e scenografia
(Alan Lee)

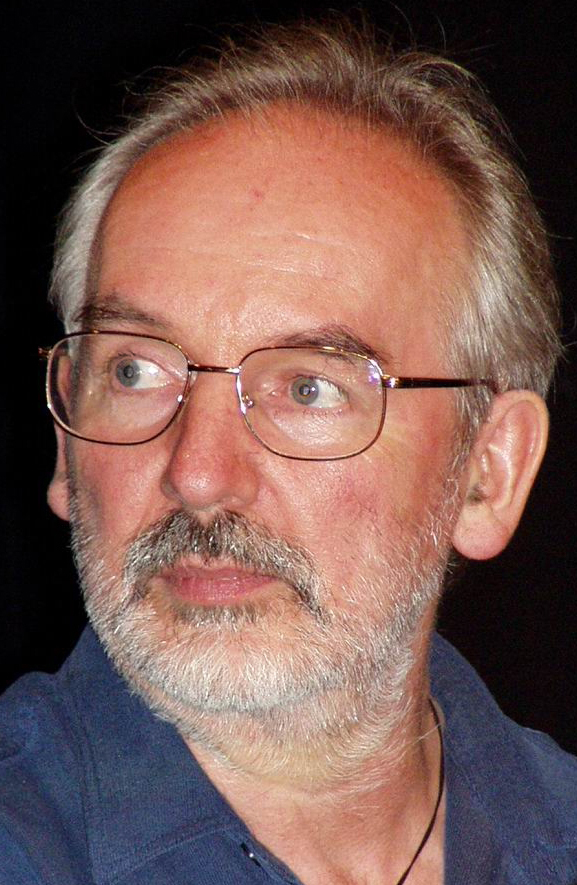
L'illustratore Alan Lee, premio Oscar nel 2004

Peter Jackson ha iniziato a scrivere lo story board della serie con Christian Rivers nell'agosto del 1997 e ha assegnato al suo staff il compito di progettare la Terra di Mezzo. Allo stesso tempo, Jackson ha assunto il collaboratore di lunga data Richard Taylor per condurre Weta Workshop su cinque grandi elementi di design: armature, armi, protesi o make-up e miniature. Nel novembre 1997, i noti illustratori dei libri di Tolkien Alan Lee e John Howe hanno aderito al progetto. La maggior parte delle scene nei film si è basata sulle loro varie illustrazioni. Allo scenografo Grant Major è stato affidato il compito di convertire i disegni di Lee e Howe in architettura, grazie alla creazione di modelli per il set, mentre Dan Hennah ha lavorato come art director, scouting dei vari luoghi e organizzatore per la costruzione dei set. I due illustratori compaiono in un cameo ne La Compagnia dell'Anello, come due dei nove re degli uomini che ricevono gli anelli da Sauron.
La visione di Jackson della Terra di Mezzo è stata descritta come "Ray Harryhausen incontra David Lean" di Randy Cook. Jackson voleva un fantasy che fosse realistico e con riferimenti storici, e ha tentato di rendere il mondo razionale e credibile. Ad esempio, il New Zealand Army ha contribuito a costruire la Contea mesi prima dell'inizio delle riprese in modo che le piante avrebbero potuto crescere veramente. Inoltre, per fare in modo che Hobbiville sembrasse abitata da secoli, gli orti e i campi sono stati curati per un anno prima dell'inizio delle riprese, avvalendosi di alcuni contadini e pastori locali. Gli stili architettonici delle varie scenografie sono stati decisi in relazione alle collocazioni geografiche immaginate da Tolkien per i vari luoghi della Terra di Mezzo: questo ha per esempio portato all'aspetto nordico per le costruzioni di Rohan e alla foggia romanica e altomedioevale per Gondor.
Le creature sono state progettate per essere biologicamente credibili, come ad esempio per le creature alate che cavalcano i Nazgûl. In totale, 48 000 pezzi di armature, 500 archi, 10 000 frecce sono stati creati da Weta Workshop. Sono state realizzate anche molte protesi, come 1 800 paia di piedi hobbit per gli attori protagonisti, così come molte orecchie, nasi e circa 19 000 costumi da scena. Ogni arredo scenico è stato appositamente progettato dal Dipartimento artistico, prendendo diverse scale in considerazione in modo da risaltare la differenza di altezza e proporzioni tra i personaggi umani e quelli hobbit.

### Effetti speciali
I tre film sono stati girati contemporaneamente in diversi set sparsi per la Nuova Zelanda e sono caratterizzati da un ampio utilizzo di effetti speciali assolutamente innovativi e di modellini e diorama, sviluppati interamente dalla Weta Digital e dalla Weta Workshop, società cinematografiche fondate da Peter Jackson stesso. La grafica computerizzata, in particolare, è stata molto usata, sia nelle piccole ambientazioni (ad esempio la creazione del personaggio di Gollum, interamente in CG e che risulta un ottimo primo esperimento di questo tipo) che nelle scene delle grandi battaglie, per quali sono state programmate migliaia di comparse digitali, in modo tale che avessero una discreta autosufficienza di movimento e azione.
Il primo film ha circa 540 effetti speciali, il secondo 799 e il terzo e ultimo capitolo 1 488 (2 827 in totale); con le edizioni estese, gli effetti speciali sono arrivati a 3 420. 260 persone hanno lavorato agli effetti speciali del primo film e il numero è raddoppiato per il secondo. La troupe, guidata da Jim Rygiel e Randy Cook, ha lavorato per molte ore, spesso durante la notte, per produrre effetti speciali in un breve lasso di tempo. La grande immaginazione di Peter Jackson è stata di grande aiuto. Ad esempio, alcuni grandi effetti del Fosso di Helm sono stati prodotti nelle ultime sei settimane di post-produzione di Le due torri e lo stesso è accaduto di nuovo nelle ultime sei settimane per Il ritorno del re.

### Montaggio

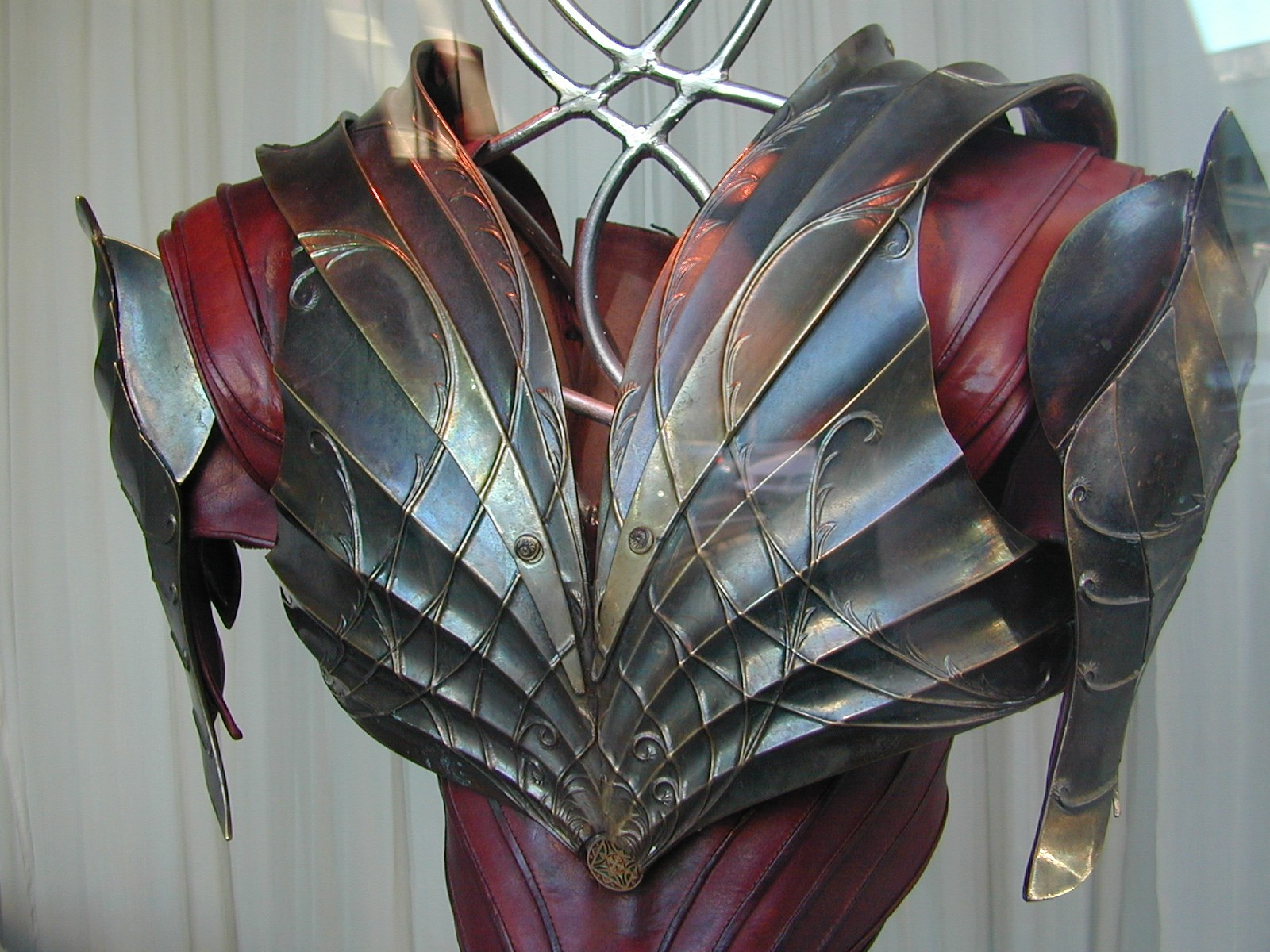
Un esempio di armatura elfica

A ogni film della trilogia è stato riservato un intero anno di tempo per la post-produzione prima della sua rispettiva versione cinematografica: tutto il lavoro è terminato verso ottobre-novembre, con la troupe immediatamente intenta a lavorare sul film successivo. Nel periodo successivo alle riprese, Jackson si è trasferito a Londra, all'Hotel Dorchester, per supervisionare le registrazioni e continuare a modificarle, servendosi di un computer per le discussioni, con una connessione Internet standard dai Pinewood Studios per supervisionare gli effetti speciali. In generale, aveva un collegamento video Polycom e audio surround 5.1 per organizzare incontri, ascoltare la nuova musica e gli effetti sonori ovunque si trovasse. Anche le edizioni estese hanno avuto un fitto calendario all'inizio di ogni anno per completare gli effetti speciali e la musica. Per evitare lo stress, Jackson ha assunto un montatore diverso per ogni film. John Gilbert ha lavorato al primo film, Michael J. Horton al secondo e Jamie Selkirk (da lungo tempo suo collaboratore) al terzo. In totale, i 1 828 km della pellicola sono stati montati fino ad arrivare alle 11 ore e 21 minuti (681 min) delle edizioni estese in DVD. Tale durata complessiva dei film è stata decisa quando Jackson si rese conto che una sceneggiatura, anche in caso di miglior realizzazione della stessa, se eccessivamente lunga, sarebbe stata ridondante sullo schermo.
Il montaggio del primo film si è rivelato relativamente accomodante, anche se, a seguito di un incontro con i dirigenti della New Line Cinema, è stato necessario rimontare l'inizio, onde inserire un prologo che spiegasse la creazione dell'Unico Anello e il suo successivo ritrovamento da parte di Bilbo. Il secondo film è stato riconosciuto da molti membri della troupe come quello più difficile da realizzare, in quanto, facendo parte di un unico libro ed essendo, quindi, l'atto centrale della storia, non presentava né un inizio, né una fine; situazione collegata, nonché, al problema aggiuntivo delle sottotrame e a quello relativo all'impostazione degli alti e bassi drammatici del film. Jackson ha continuato a rimontare il secondo film andando anche oltre i tempi prefissati dalla tabella di marcia, con la conseguenza che alcune scene, tra cui la riforgiatura di Andúril, la sottotrama di Gollum e la scomparsa di Saruman sono state spostate al film successivo. In particolare, la morte di Saruman è stata tagliata dall'edizione cinematografica (poi inclusa nella versione estesa) quando Jackson ha ritenuto che con essa il terzo film non sarebbe iniziato in maniera abbastanza efficace. Il terzo film ha avuto sia un montaggio che una post-produzione molto caotici, tanto che Jackson è riuscito a vederne una proiezione integrale solo alla première di Wellington.

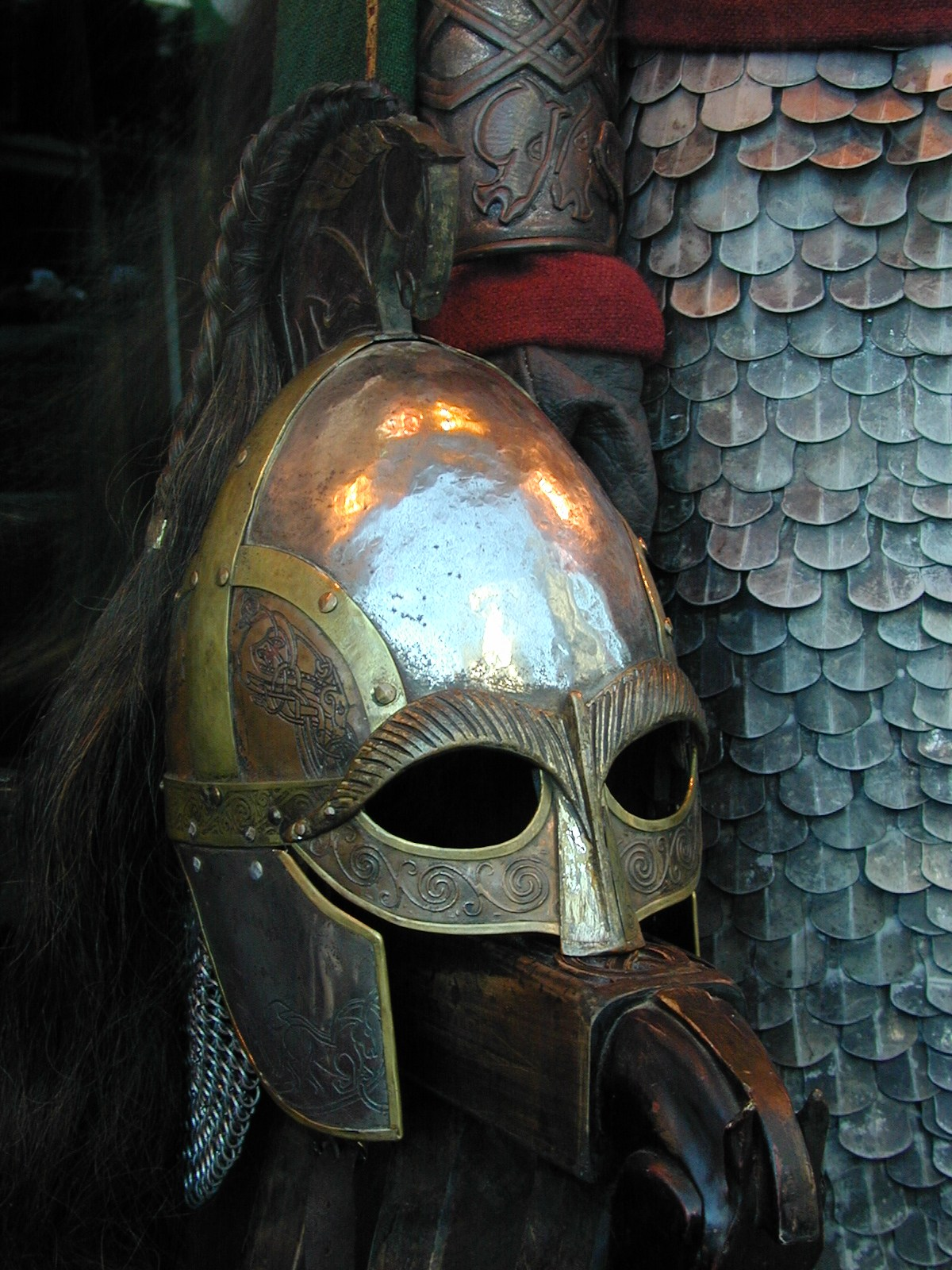
L'elmo della Guardia Reale Rohirrim

Ciononostante, molte scene filmate sono rimaste inutilizzate, non trovando posto nemmeno nelle successive edizioni estese delle pellicole. Il materiale promozionale per La Compagnia dell'Anello conteneva un attacco da parte di Orchi di Moria a Lothlórien dopo che la Compagnia aveva lasciato Moria, che è stata sostituita con la scena di suspense della Compagnia che entra a Lothlórien. Altri tagli hanno riguardato sia scene tratte dal libro, tra cui Frodo che riflette sul destino della Terra di Mezzo durante la sosta a Parth Galen (poco prima che Boromir tenti di sottrargli l'Anello) e una versione più lunga del Consiglio di Elrond, sia scene create appositamente per i film, come un attacco a Frodo e Sam al fiume Anduin da parte di un Uruk-hai. Il taglio principale di Le due torri riguardava Arwen ed Elrond in visita a Galadriel a Lothlórien, con Arwen che poi avrebbe condotto i rinforzi degli elfi al Fosso di Helm (nella versione finale queste truppe sono comandate dall'elfo Haldir). Questa scena e un flashback di Arwen del primo incontro di Aragorn sono state tagliate nel corso di una revisione della trama del film; l'arrivo degli elfi è stato spiegato con una comunicazione telepatica tra Elrond e Galadriel. Ulteriori scene riguardanti l'invasione della Contea da parte delle forze di Saruman, filmate inizialmente per essere impiegate nel terzo film, sono state, invece, inserite ne La Compagnia dell'Anello come visioni dello Specchio di Galadriel.
Éowyn avrebbe dovuto avere un ruolo più importante nella difesa dei rifugiati nel Fosso di Helm dagli Uruk-hai, mentre a Osgiliath Faramir avrebbe dovuto avere una visione in cui Frodo diventava come Gollum, con Frodo e Sam in una lunga sequenza di combattimento, girata per Il ritorno del re (erano due scene presenti nel libro); Sam, inoltre, avrebbe dovuto superare gli Osservatori a Cirith Ungol, utilizzando la fiala donatagli da Galadriel. Sono state girate anche brevi scene di epilogo (tratte sia dagli ultimi capitoli del libro che dalle sue Appendici) da collocare dopo l'incoronazione di Aragorn come Re Elessar: queste sequenze includevano il ritorno a casa di Legolas e Gimli, il matrimonio tra Éowyn e Faramir e la morte e il funerale di Aragorn. Sauron avrebbe dovuto combattere con Aragorn al Nero Cancello, ma Jackson decise che tale scena non sarebbe stata adeguata, dunque in post-produzione Sauron è stato sostituito con un Troll corazzato. Per dare contesto all'uccisione di Grima Vermilinguo nella scena della morte di Saruman, Vermilinguo è stato fatto uccidere da Legolas; inoltre, avrebbe dovuto essere rivelato che Vermilinguo aveva avvelenato Théodred. Peter Jackson ha dichiarato che avrebbe incluso alcune di queste scene non utilizzate in una futura pubblicazione "Ultimate Edition" home video, tra cui anche out-take; cosa che è stata fatta nell'edizione estesa del film.

### Scene eliminate
In tutte e tre le pellicole molte scene girate sono state eliminate dal montaggio cinematografico e sono state aggiunte nell'edizione estesa del rispettivo film.

## Personaggi e interpreti
- La cella grigia indica che il personaggio non è presente nel film
- A indica un'apparizione attraverso filmati o audio d'archivio
- V indica un ruolo di sola voce

| Personaggio               | Film                                               | Film                                   | Film                                        |
| Personaggio               | Il Signore degli Anelli - La Compagnia dell'Anello | Il Signore degli Anelli - Le due torri | Il Signore degli Anelli - Il ritorno del re |
| La Compagnia dell'Anello  | La Compagnia dell'Anello                           | La Compagnia dell'Anello               | La Compagnia dell'Anello                    |
| ------------------------- | -------------------------------------------------- | -------------------------------------- | ------------------------------------------- |
| Frodo                     | Elijah Wood                                        | Elijah Wood                            | Elijah Wood                                 |
| Gandalf                   | Ian McKellen                                       | Ian McKellen                           | Ian McKellen                                |
| Aragorn                   | Viggo Mortensen                                    | Viggo Mortensen                        | Viggo Mortensen                             |
| Legolas                   | Orlando Bloom                                      | Orlando Bloom                          | Orlando Bloom                               |
| Gimli                     | John Rhys-Davies                                   | John Rhys-Davies                       | John Rhys-Davies                            |
| Boromir                   | Sean Bean                                          | Sean Bean                              | Sean Bean                                   |
| Sam                       | Sean Astin                                         | Sean Astin                             | Sean Astin                                  |
| Merry                     | Dominic Monaghan                                   | Dominic Monaghan                       | Dominic Monaghan                            |
| Pipino                    | Billy Boyd                                         | Billy Boyd                             | Billy Boyd                                  |
| La Contea e Brea          |                                                    |                                        |                                             |
| Bilbo                     | Ian Holm                                           |                                        | Ian Holm                                    |
| Rosie Cotton              | Sarah McLeod                                       |                                        | Sarah McLeod                                |
| Odo Tronfipiede           | Noel Appleby                                       |                                        | Noel Appleby                                |
| Signora Tronfipiede       | Megan Edwards                                      |                                        |                                             |
| Otho Sackville-Baggins    | Peter Corrigan                                     |                                        |                                             |
| Lobelia                   | Elizabeth Moody                                    |                                        |                                             |
| Signora Serracinta        | Lori Dungey                                        |                                        |                                             |
| Gaffiere Gamgee           | Norman Forsey                                      |                                        |                                             |
| Ted Sabbioso              | Brian Sergent                                      |                                        |                                             |
| Vecchio Naquercio         | Bill Johnson                                       |                                        |                                             |
| Fattore Maggot            | Cameron Rhodes                                     |                                        |                                             |
| Confiniere                | Ian Mune                                           |                                        |                                             |
| Elanor Gamgee             |                                                    |                                        | Alexandra Astin                             |
| Omorzo Cactaceo           | David Weatherley                                   |                                        |                                             |
| Guardiano del cancello    | Martyn Sanderson                                   |                                        |                                             |
| Gran Burrone e Lothlórien |                                                    |                                        |                                             |
| Arwen                     | Liv Tyler                                          | Liv Tyler                              | Liv Tyler                                   |
| Elrond                    | Hugo Weaving                                       | Hugo Weaving                           | Hugo Weaving                                |
| Figwit                    | Bret McKenzie                                      |                                        | Bret McKenzie                               |
| Galadriel                 | Cate Blanchett                                     | Cate Blanchett                         | Cate Blanchett                              |
| Haldir                    | Craig Parker                                       | Craig Parker                           |                                             |
| Celeborn                  | Marton Csokas                                      |                                        | Marton Csokas                               |
| Rúmil                     | Jørn Benzon                                        |                                        |                                             |
| Rohan e Gondor            |                                                    |                                        |                                             |
| Théoden                   |                                                    | Bernard Hill                           | Bernard Hill                                |
| Éomer                     |                                                    | Karl Urban                             | Karl Urban                                  |
| Éowyn                     |                                                    | Miranda Otto                           | Miranda Otto                                |
| Gamling                   |                                                    | Bruce Hopkins                          | Bruce Hopkins                               |
| Háma                      |                                                    | John Leigh                             |                                             |
| Haleth                    |                                                    | Calum Gittins                          |                                             |
| Morwen                    |                                                    | Robyn Malcolm                          |                                             |
| Éothain                   |                                                    | Sam Comery                             |                                             |
| Freda                     |                                                    | Olivia Tennet                          |                                             |
| Théodred                  |                                                    | Paris Howe Strewe                      |                                             |
| Grimbold                  |                                                    |                                        | Bruce Phillips                              |
| Faramir                   |                                                    | David Wenham                           | David Wenham                                |
| Denethor                  |                                                    | John Noble                             | John Noble                                  |
| Madril                    |                                                    | John Bach                              | John Bach                                   |
| Damrod                    |                                                    |                                        | Alistair Browning                           |
| Irolas                    |                                                    |                                        | Ian Hughes                                  |
| Barbalbero                |                                                    | John Rhys-DaviesV                      | John Rhys-DaviesV                           |
| Re dei Morti              |                                                    |                                        | Paul Norell                                 |
| Mordor e Isengard         |                                                    |                                        |                                             |
| Gollum / Sméagol          | Andy Serkis                                        | Andy Serkis                            | Andy Serkis                                 |
| Sauron                    | Sala Baker, Alan HowardV                           |                                        | Sala Baker, Alan HowardV                    |
| Re stregone di Angmar     | Brent McIntyre, Andy SerkisV                       |                                        | Lawrence Makoare                            |
| Unico Anello              | Alan HowardV                                       |                                        | Alan HowardV                                |
| Grishnákh                 |                                                    | Stephen Ure                            |                                             |
| Snaga                     |                                                    | Jed Brophy, Andy SerkisV               |                                             |
| Gothmog                   |                                                    |                                        | Lawrence Makoare, Craig ParkerV             |
| Gorbag                    |                                                    |                                        | Stephen Ure                                 |
| Shagrat                   |                                                    |                                        | Peter Tait                                  |
| Bocca di Sauron           |                                                    |                                        | Bruce Spence                                |
| Saruman                   | Christopher Lee                                    | Christopher Lee                        | Christopher Lee                             |
| Lurtz                     | Lawrence Makoare                                   |                                        |                                             |
| Grima Vermilinguo         |                                                    | Brad Dourif                            | Brad Dourif                                 |
| Uglùk                     |                                                    | Nathaniel Lees                         |                                             |
| Mauhùr                    |                                                    | Robbie Magasiva, Andy SerkisV          |                                             |
| Sharkû                    |                                                    | Jed Brophy                             |                                             |
| Altri personaggi          |                                                    |                                        |                                             |
| Isildur                   | Harry Sinclair                                     |                                        | Harry SinclairA                             |
| Elendil                   | Peter McKenzie                                     |                                        |                                             |
| Gil-galad                 | Mark Ferguson                                      |                                        |                                             |
| Déagol                    |                                                    |                                        | Thomas Robins                               |

## Colonna sonora

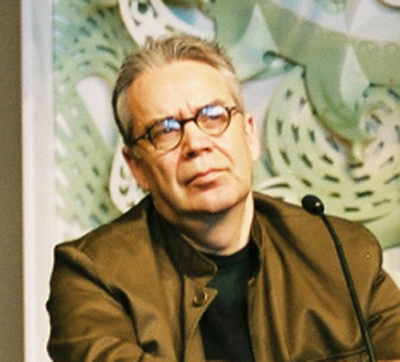
Howard Shore, autore della colonna sonora della trilogia

La colonna sonora dei film è stata composta da Howard Shore, alla sua prima collaborazione con Peter Jackson. Shore ha detto riguardo alla sua collaborazione nei film «Devo ammettere che alle volte mi sono sentito come Frodo con il peso dell'Anello nella tasca del mio gilè, ma pagina dopo pagina e poi nota dopo nota sono riuscito a scoprire il complesso mondo di Tolkien». Il compositore, contrariamente agli altri due sequel, ha lavorato alla colonna sonora del primo film per quasi un anno. La colonna sonora è stata eseguita al London Philharmonic e al New Zealand Symphony ed è caratterizzata principalmente da voci soliste.
Due canzoni originali, The Council of Elrond (Aníron), le cui parole sono state scritte da Roma Ryan, e il tema dei titoli di coda, May It Be, sono stati composti e cantati da Enya. Quest'ultima ha ottenuto due candidature alla miglior canzone originale al premio Oscar e ai Golden Globe nel 2002. Edward Ross ha partecipato alla colonna sonora cantando la canzone In Dreams, composta da Shore. Il brano di chiusura del terzo film, Into the West, è stato eseguito da Annie Lennox e ha vinto nel 2004 l'Oscar alla miglior canzone originale.

## Promozione
Il primo trailer promozionale per La Compagnia dell'Anello è stato pubblicato sul web il 7 aprile 2000, stabilendo il record di 1,7 milioni di visualizzazioni nelle prime 24 ore dalla sua uscita; nel trailer è stata inserita la colonna sonora di Braveheart e Le ali della libertà. Nel 2001, al Festival di Cannes, sono stati mostrati 24 minuti del film, con la sequenza delle miniere di Moria (venendo ben accolti dal pubblico). La proiezione comprendeva anche una zona progettata per assomigliare alla Terra di Mezzo. Un'anteprima de Le due torri è stata mostrata poco prima dei titoli di coda del primo film, mentre un trailer promozionale è stato poi pubblicato, contenente la colonna sonora di Requiem for a Dream. Il primo trailer promozionale per Il ritorno del re è uscito in esclusiva il 26 settembre 2003. La première de Il ritorno del re si è tenuta a Wellington, in Nuova Zelanda, il 1º dicembre 2003, ed è stata affiancata da celebrazioni dei fan e da promozioni ufficiali (la produzione del film ha contribuito notevolmente all'economia della nazione).

## Distribuzione

### Data di uscita
La Compagnia dell'Anello è uscito nei cinema statunitensi il 19 dicembre 2001 e in Italia il 18 gennaio 2002, Le due torri è uscito negli Stati Uniti il 18 dicembre 2002 e in Italia il 16 gennaio 2003, mentre Il ritorno del re è uscito nei cinema statunitensi il 17 dicembre 2003 e quelli italiani il 22 gennaio 2004.

### Edizione italiana
La direzione del doppiaggio e i dialoghi italiani di tutti e tre i film sono stati curati da Francesco Vairano.

### Edizioni home video

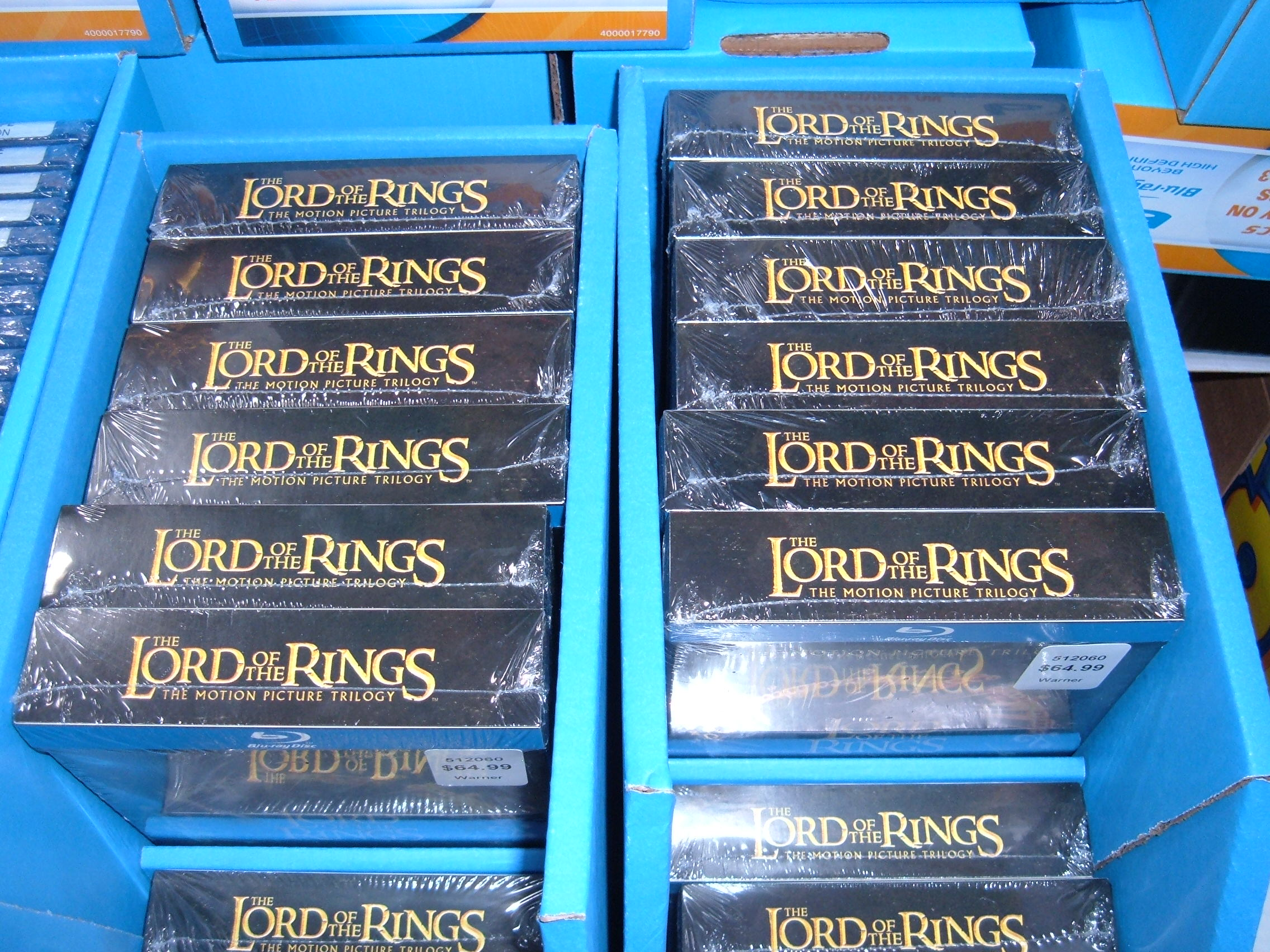
Edizioni Blu-ray della trilogia

#### La Compagnia dell'Anello
Il primo film è stato pubblicato dalla New Line Cinema in DVD e in produzione limitata in VHS. In DVD sono state pubblicate due edizioni: la prima in versione cinematografica, in doppio DVD, uno dei quali contiene più di sei ore di contenuti extra, ed è stata messa in vendita in Italia il 28 agosto 2002; la seconda edizione contiene la versione estesa del film, della durata di 208 minuti, sia in DVD sia in VHS, ed è stata messa in commercio nel mercato italiano il 18 novembre 2002. Il film in versione estesa contiene nuove scene inedite ed è diviso in due tempi, su due DVD, per un totale di quattro dischi (gli altri due includono contenuti extra). La versione Blu-ray del film è uscita negli Stati Uniti il 14 settembre 2010, mentre la versione estesa, della durata di 228 minuti, è uscita il 28 giugno 2011. Il 1º dicembre 2020 è uscito il cofanetto in Blu-ray 4K con una color correction rivista da Peter Jackson, e con tutti e tre i film in altrettante steelbook, in cui sono incluse sia la versione cinematografica (un disco per ogni film) che estesa (divisa in due dischi per ogni film, come già era per le edizioni precedenti).

#### Le due torri
Come per il primo film, anche per Le due torri sono state prodotte dalla New Line Cinema due versioni in DVD e VHS: la prima include la versione cinematografica, in due dischi di cui uno di contenuti extra o in VHS con singola videocassetta, ed è stata messa in commercio in Italia il 27 agosto 2003; la seconda contiene la versione estesa, in due dischi più due di contenuti extra o in VHS con un cofanetto contenente due videocassette, ed è stata pubblicata sul mercato italiano il 25 novembre 2003. La versione estesa del secondo film consta di oltre quaranta minuti aggiuntivi rispetto a quella cinematografica, per un totale di 223 minuti.

#### Il ritorno del re
Anche il terzo film, come i precedenti due della serie, è stato distribuito in due edizioni DVD e VHS: in versione cinematografica, in due dischi o una VHS, pubblicata in Italia il 25 maggio 2004; in versione estesa, composta di quattro DVD o un cofanetto di due VHS, pubblicata in Italia il 15 dicembre 2004. La seconda versione del terzo film ha una durata di 250 minuti. In seguito, la New Line Cinema ha prodotto il cofanetto della trilogia dei film (in versione cinematografica), in vendita nel mercato italiano dal 20 aprile 2005. Il 6 dicembre 2010, invece, è stata pubblicata sia la versione cinematografica sia la versione estesa del film in Blu-Ray, con quest'ultima che ha una durata di 263 minuti.

#### DVD e Blu-ray
- DVD edizione cinematografica:

Il Signore degli Anelli - La Compagnia dell'Anello (due DVD)
Il Signore degli Anelli - Le due torri (due DVD)
Il Signore degli Anelli - Il ritorno del re (due DVD)
- DVD edizione estesa:

Il Signore degli Anelli - La Compagnia dell'Anello (quattro DVD)
Il Signore degli Anelli - Le due torri (quattro DVD)
Il Signore degli Anelli - Il ritorno del re (quattro DVD)
- Blu-ray Disc edizione cinematografica:

Il Signore degli Anelli - La Compagnia dell'Anello (Blu-ray + DVD)
Il Signore degli Anelli - Le due torri (Blu-ray + DVD)
Il Signore degli Anelli - Il ritorno del re (Blu-ray + DVD)
Il Signore degli Anelli - La trilogia cinematografica (tre Blu-ray + tre DVD)
- Blu-ray Disc edizione estesa:

Il Signore degli Anelli - La Compagnia dell'Anello (due Blu-ray)
Il Signore degli Anelli - Le due torri (due Blu-ray)
Il Signore degli Anelli - Il ritorno del re (due Blu-ray)
The Lord of the Rings - The Motion Picture Trilogy - Extended Edition (sei Blu-ray + nove DVD)
| Film                                               | Durata                   | Durata              | Durata                  |
| Film                                               | Versione cinematografica | Versione estesa DVD | Versione estesa Blu-ray |
| -------------------------------------------------- | ------------------------ | ------------------- | ----------------------- |
| Il Signore degli Anelli - La Compagnia dell'Anello | 178 min                  | 208 min             | 228 min                 |
| Il Signore degli Anelli - Le due torri             | 179 min                  | 223 min             | 235 min                 |
| Il Signore degli Anelli - Il ritorno del re        | 200 min                  | 250 min             | 263 min                 |

## Accoglienza

### Incassi
Il primo film ha incassato a livello globale 888483037 $, di cui 319372078 $ in Nord America e 568468333 $ nel resto del mondo.
La seconda pellicola ha superato il suo predecessore nell'incasso globale, incassando in totale 938532865 $, di cui 345518923 $ in Nord America e 592392292 $ nel resto del mondo.
L'ultimo capitolo della trilogia ha ottenuto un incasso globale di 1138585547 $, di cui 381878219 $ in Nord America e 756308664 $ nel resto del mondo, entrando così nella storia dei film che hanno incassato maggiormente e classificandosi al primo posto nella classifica dei film con i maggiori incassi del 2003.
| Film                                               | Data di uscita USA | Incassi ($)  | Incassi ($)    | Incassi ($)   | Budget ($)  |
| Film                                               | Data di uscita USA | USA e Canada | Internazionale | Mondiale      | Budget ($)  |
| -------------------------------------------------- | ------------------ | ------------ | -------------- | ------------- | ----------- |
| Il Signore degli Anelli - La Compagnia dell'Anello | 19 dicembre 2001   | 319 372 078  | 568 468 333    | 888 483 037   | 93 000 000  |
| Il Signore degli Anelli - Le due torri             | 18 dicembre 2002   | 345 518 923  | 592 392 292    | 938 532 865   | 94 000 000  |
| Il Signore degli Anelli - Il ritorno del re        | 17 dicembre 2003   | 381 878 219  | 756 308 664    | 1 138 585 547 | 94 000 000  |
| Totale                                             | Totale             | 1046769220   | 1917169289     | 2965601449    | 281 000 000 |

### Critica
La maggior parte dei critici hanno elogiato la serie: secondo Kenneth Turan del Los Angeles Times, la trilogia non avrà mai eguali. Alcuni siti invece, come il Philadelphia Weekly, hanno criticato la durata eccessiva della serie cinematografica.
Il sito Metacritic indica un punteggio di 92 per il primo film, 87 per il secondo e 94 per il terzo. Il sito Rotten Tomatoes invece riporta un indice di gradimento del 92% al primo capitolo, 95% al secondo e 94% al terzo. Nel luglio 2016, i tre film sono stati inseriti nella "Top 200" dei "Migliori film di tutti i tempi" secondo Metacritic. L'AFI ha inserito il primo capitolo al cinquantesimo posto nella classifica dei cento migliori film di tutti i tempi e al secondo posto nella classifica dei dieci migliori film fantasy di tutti i tempi nell'AFI's 10 Top 10 della American Film Institute.
La serie appare nella top 10 della Dallas–Fort Worth Film Critics Association, nella lista dei 100 film secondo la rivista Time e nella top 100 secondo James Berardinelli. Nel 2007, USA Today ha definito la serie come i film più importanti degli ultimi 25 anni. Entertainment Weekly ha inserito la trilogia nella sua classifica dicendo: "Portare un libro così amato sul grande schermo? Un gioco da ragazzi. La trilogia di Peter Jackson - o, come ci piace chiamarlo, il nostro tesssssoro - ha esercitato su di noi la sua attrazione irresistibile". La rivista Paste li ha definiti tra i 50 migliori film del decennio (2000-2009), classificandosi al 4º posto. In un altro elenco della rivista Time, la serie è al secondo posto tra i "Migliori film del decennio". La rivista Empire ha inserito i film al primo posto delle 33 migliori trilogie. Sei personaggi e i loro rispettivi attori, inoltre, sono stati inseriti nella lista dei "100 migliori personaggi del film" secondo Empire, con Aragorn di Viggo Mortensen 15º, Gandalf interpretato da Ian McKellen 30º, Bilbo Baggins di Ian Holm 61º, Gollum interpretato da Andy Serkis 66º, Samvise Gamgee di Sean Astin 77º e Orlando Bloom interprete di Legolas 94º.
| Film                                               | Rotten Tomatoes      | Metacritic         |
| -------------------------------------------------- | -------------------- | ------------------ |
| Il Signore degli Anelli - La Compagnia dell'Anello | 92% (236 recensioni) | 92 (34 recensioni) |
| Il Signore degli Anelli - Le due torri             | 95% (258 recensioni) | 87 (39 recensioni) |
| Il Signore degli Anelli - Il ritorno del re        | 94% (280 recensioni) | 94 (41 recensioni) |
| Media                                              | 94%                  | 91                 |

## Riconoscimenti
Il primo capitolo ha vinto quattro Oscar 2002 su tredici candidature e il premio BAFTA al miglior film del 2002, il secondo film ha vinto due Oscar 2003, su sei candidature, mentre il terzo capitolo ha conquistato ogni Oscar a cui era stato candidato, primato mai raggiunto prima, eguagliando, con undici Oscar, il numero totale di statuette di Ben-Hur e Titanic, il massimo di premi vinti da un unico film nella storia dell'Academy Award. Ha vinto, inoltre, quattro Golden Globe e il premio BAFTA al miglior film del 2004.

### Premi Oscar
| Premio                      | Premi Oscar 2002         | Premi Oscar 2003 | Premi Oscar 2004  |
| Premio                      | La Compagnia dell'Anello | Le due torri     | Il ritorno del re |
| --------------------------- | ------------------------ | ---------------- | ----------------- |
| Film                        | Candidato                | Candidato        | Vinto             |
| Regista                     | Candidato                |                  | Vinto             |
| Attore non protagonista     | Candidato                |                  |                   |
| Canzone originale           | Candidato                |                  | Vinto             |
| Colonna sonora originale    | Vinto                    |                  | Vinto             |
| Costumi                     | Candidato                |                  | Vinto             |
| Effetti speciali            | Vinto                    | Vinto            | Vinto             |
| Fotografia                  | Vinto                    |                  |                   |
| Montaggio                   | Candidato                | Candidato        | Vinto             |
| Montaggio sonoro            |                          | Vinto            |                   |
| Sceneggiatura non originale | Candidato                |                  | Vinto             |
| Scenografia                 | Candidato                | Candidato        | Vinto             |
| Sonoro                      | Candidato                | Candidato        | Vinto             |
| Trucco e acconciatura       | Vinto                    |                  | Vinto             |

## Altri media

### Videogiochi
I primi videogiochi ambientati nella Terra di Mezzo sono stati pubblicati dai primi anni ottanta; con l'arrivo della trilogia di film c'è stato un rinnovato interesse e sono usciti molti titoli basati direttamente sui film.
Nel 2002 è uscito Il Signore degli Anelli: La Compagnia dell'Anello, videogioco basato sulle vicende del primo film di Peter Jackson e sviluppato da Vivendi Games. Il gioco è seguito da Il Signore degli Anelli: Le due torri del 2002 prodotto da Electronic Arts e da Il Signore degli Anelli: Il ritorno del re uscito nel 2003 e prodotto sempre da Electronic Arts. Nel 2004 è uscito Il Signore degli Anelli: La Terza Era, quarto videogioco riguardante Il Signore degli Anelli (dopo quelli dedicati alla trilogia) prodotto ancora da Electronic Arts. Il gioco segue le vicende del film, ma gli eventi degli episodi vengono visti da un gruppo di personaggi giocabili totalmente nuovi, non apparsi né nel libro, né nel film. È inoltre disponibile la "Modalità Malvagia", nella quale si possono impersonare personaggi cattivi quali i Nazgûl, i servitori di Saruman e il Balrog. Sempre nel 2004 è uscito Il Signore degli Anelli: La battaglia per la Terra di Mezzo, videogioco di strategia in tempo reale, sviluppato da EA Los Angeles e basato sui film della trilogia di Jackson. Nel 2006 è uscito il seguito Il Signore degli Anelli: La battaglia per la Terra di Mezzo 2 che, pur mantenendo l'impianto di gioco strategico, mette in scena vicende narrate nelle appendici del libro e omesse nell'opera cinematografica. Nel dicembre del medesimo anno, è uscito Il Signore degli Anelli: La battaglia per la Terra di Mezzo 2: L'ascesa del Re stregone, l'espansione del precedente gioco.
Il 24 aprile 2007 è uscito Il Signore degli Anelli Online: Ombre di Angmar, sviluppato e pubblicato da Turbine, Inc. In Europa è stato distribuito da Codemasters. Il gioco è un massively multiplayer online role-playing game e richiede una connessione internet per funzionare. Il 18 novembre 2008 è stata pubblicata la prima espansione a pagamento, Mines of Moria, il 3 dicembre 2009 è stata pubblicata la seconda espansione a pagamento, Siege of Mirkwood, il 10 settembre 2010 il gioco diventa gratuito, ma con alcune limitazioni. I livelli più alti, alcune armi particolari e alcune mappe rimarranno accessibili solo tramite l'attivazione dell'opzione VIP, con un canone mensile. Il 27 settembre 2011 è stata pubblicata la terza espansione, Rise of Isengard e il 15 ottobre 2012 è stata pubblicata la quarta espansione, Riders of Rohan. Il 9 gennaio 2009, in tutta Europa, è uscito Il Signore degli Anelli: La conquista, sviluppato da Pandemic Studios e Behaviour Interactive. Il videogioco offre la possibilità di rivivere le più importanti battaglie della Guerra dell'Anello, vestendo i panni dei più grandi eroi della Terra di Mezzo. I produttori sono gli autori della serie Star Wars: Battlefront del quale condivide alcune caratteristiche per quanto riguarda la modalità di gioco.
Nell'ottobre 2010 è uscito Il Signore degli Anelli: L'avventura di Aragorn, un videogioco d'avventura basato sugli avvenimenti principali della trilogia cinematografica. L'intera trama viene narrata da Samvise Gamgee, una volta sposato e divenuto sindaco della contea. Vestendo i panni di Aragorn, si potrà esplorare l'intera Terra di mezzo. Per quanto riguarda la grafica, i personaggi appaiono in stile "cartoon", con mani e piedi sproporzionatamente più grandi del resto del corpo. Attraverso il figlio di Sam, Frodo Gamgee, è possibile intraprendere le avventure quotidiane della contea, compiendo una vasta quantità di missioni da solo o in compagnia della sorella Elanor (secondo giocatore). Nel 2011 è uscito il gioco di ruolo Il Signore degli Anelli: La guerra del Nord, sviluppato da Snowblind Studios e pubblicato da Warner Bros. Interactive Entertainment. È basato su avvenimenti e battaglie in contemporanea alla Guerra dell'Anello, trattata solo in alcuni dettagli e in vari appendici dei libri dell'opera di Tolkien. La Guerra del Nord è il primo videogioco della serie che offre di vivere la modalità storia accompagnati da altri due personaggi, che oltre a essere comandati dal computer, possono venire usati da altri due giocatori offline oppure online. Un'altra particolarità inedita è certamente il requisito di età, che in questo caso slitta ai 18 anni, fatto dovuto alla ferocia dei combattimenti orientati molto sul genere splatter.
Il 23 novembre 2012 è uscito LEGO Il Signore degli Anelli, sviluppato da Traveller's Tales e pubblicato da Warner Bros. Interactive Entertainment. Come in tutti i giochi LEGO, è presente la modalità cooperativa, con il secondo giocatore che può entrare o uscire in qualsiasi momento. Nel gioco è possibile ripercorrere le vicende narrate nella trilogia cinematografica di Peter Jackson, con l'inclusione di alcuni elementi presi anche dall'opera di Tolkien. Il gioco è un "open world" e sarà possibile attraversare l'intera Terra di Mezzo dettagliatamente ricostruita per il videogioco. Sono utilizzabili 85 personaggi (tra cui l'intera Compagnia dell'Anello), alcuni tratti anche dai libri di Tolkien, oltre che dal film di Peter Jackson. Novità importante è la conferma che i personaggi, al contrario di quanto accadeva negli altri videogiochi LEGO, parleranno. Non si tratta, però, di un doppiaggio ex novo, come accaduto in LEGO Batman 2: DC Super Heroes, ma il gioco attinge direttamente dal film e le cinematiche sono fedeli all'originale, anche se ricevono qualche modifica per rispettare l'ironia da sempre presente nei videogiochi LEGO.
Nel 2014 è uscito La Terra di Mezzo: L'ombra di Mordor, un videogioco di ruolo/azione, sviluppato da Monolith Productions e da Behaviour Interactive e pubblicato da Warner Bros. Interactive Entertainment. La sua uscita è stata anticipata dal 7 ottobre 2014 al 30 settembre 2014 in Nord America e al 3 ottobre 2014 in Europa. Gli eventi del gioco si collocano poco dopo quelli di Lo Hobbit e precedono i fatti de Il Signore degli Anelli. Nel 2015 è uscito LEGO Dimensions dove l'universo de Il Signore degli Anelli è uno dei tre universi principali del gioco assieme a DC Comics e The LEGO Movie, i personaggi giocabili di questo mondo sono Gandalf il Grigio (disponibile già da subito nel pacchetto iniziale), Legolas, Gimli e Gollum. Nel 2017 è uscito La Terra di Mezzo: L'ombra della guerra, sequel de La Terra di Mezzo: L'ombra di Mordor.

## Prequel / spin-off

### Film

#### Lo Hobbit(2012-2014)
Peter Jackson ha diretto anche la trilogia-prequel de Lo Hobbit, ispirata all'omonimo romanzo di Tolkien del 1937. Il primo film, Lo Hobbit - Un viaggio inaspettato, è uscito il 14 dicembre 2012 negli Stati Uniti, il secondo film, Lo Hobbit - La desolazione di Smaug, è uscito il 13 dicembre 2013 nelle sale statunitensi, mentre il terzo film, Lo Hobbit - La battaglia delle cinque armate, è uscito il 17 dicembre 2014 negli Stati Uniti. Diversi attori de Il Signore degli Anelli, tra cui Ian McKellen, Andy Serkis, Hugo Weaving, Elijah Wood, Ian Holm (che ha interpretato Bilbo Baggins da anziano), Christopher Lee, Cate Blanchett e Orlando Bloom hanno ripreso i loro ruoli.

#### Il Signore degli Anelli - La guerra dei Rohirrim(2024)
Nel dicembre 2024 è uscito un film prequel anime in continuità con i film di Jackson, prodotto da New Line Cinema e Warner Bros. Animation e diretto da Kenji Kamiyama, intitolato Il Signore degli Anelli - La guerra dei Rohirrim, con Miranda Otto che ha ripreso il suo ruolo di Éowyn, fungendo da voce narrante del film, ambientato ai tempi del re di Rohan Helm Mandimartello. Sono inoltre in sviluppo due nuovi film live action con Jackson come produttore; il primo di questi, The Lord of the Rings: The Hunt for Gollum, è previsto per il 17 dicembre 2027 e sarà diretto da Andy Serkis, che tornerà anche a interpretare Gollum tramite motion capture.

### Serie televisiva

#### Il Signore degli Anelli - Gli Anelli del Potere(2022-in corso)
Nel novembre 2017 gli Amazon Studios hanno firmato un contratto da 250 milioni di dollari con la New Line Cinema e con gli altri detentori dei diritti sull'opera, per la realizzazione di una serie televisiva. Nel 2018 è arrivata la conferma che, con oltre un miliardo di dollari di investimenti per cinque stagioni programmate, sarebbe stata la serie più costosa mai realizzata, che ha esordito il 2 settembre 2022. A inizio 2019 è poi arrivata la conferma che la serie sarebbe stata a tutti gli effetti un prequel dell'esalogia cinematografica, andando a narrare gli eventi della Seconda Era dalla fondazione di Númenor, il regno antenato di Gondor e Arnor, passando per la forgiatura degli Anelli del Potere e arrivando infine alla Battaglia dell'Ultima Alleanza, riallacciandosi così ai film. Nel gennaio 2022 è stato annunciato il titolo, Il Signore degli Anelli - Gli Anelli del Potere.